# Ananás
Ananás is een gemeente in de Braziliaanse deelstaat Tocantins. De gemeente telt 9.514 inwoners (schatting 2009).